# Sokoro jezik
Sokoro jezik (ISO 639-3: sok), jezik naroda Sokoro kojim govori 5 000 ljudi (1994 SIL) u čadskom departmanu Bahr Signaka. Klasiificiran je istočnočadskoj skupini afrazijskih jezika. Većina muškaraca govori i čadski arapski [shu].
Ima nekoliko dijalekata od kojih su dva živa, sokoro i bedanga, a jedan je izgleda nestao,  to je dijalekt skupine Tunjura s masiva Melfija iz okolice Djebrena.

## Vanjske poveznice
- Ethnologue (14th)
- Ethnologue (15th)